# Wojciech Zabłocki
Wojciech Mikołaj Zabłocki (6 tháng 12 năm 1930 tại Warsaw – 5 tháng 12 năm 2020) là một kiến trúc sư và kiếm thủ người Ba Lan.

## Sự nghiệp thể thao
Wojciech Mikołaj Zabłocki đã tham gia 4 kỳ Thế vận hội: Helsinki 1952, Melbourne 1956, Rome 1960, Tokyo 1964 và đã giành được 2 huy chương bạc (1956, 1960) và 1 huy chương đồng (1964) trong môn đấu kiếm đồng đội.
Ông đã tham gia Giải vô địch đấu kiếm thế giới FIE và giành được 4 huy chương vàng (đồng đội: 1959, 1961, 1962, 1963), 1 huy chương bạc (đồng đội: 1954) và 4 huy chương đồng (cá nhân: 1961; đồng đội: 1953, 1957, 1958).
Zabłocki đã 5 lần giành chức vô địch đấu kiếm Ba Lan. Ông là thành viên của các đội MKS Katowice, Budowlani Kraków, Krakowski Klub Szermierzy (KKSz) và Marymont Warszawa.

## Sự nghiệp nghệ thuật
Wojciech Mikołaj Zablocki là một kiến trúc sư nổi tiếng. Ông là thành viên sáng lập của tổ chức Art of the Olympians (AOTO).

## Tác phẩm kiến trúc
Zabłocki đã thiết kế một số tòa nhà thể thao bao gồm Học viện Giáo dục thể chất Józef Piłsudski ở Warsaw và một khu liên hợp thể thao ở Konin. Ông cũng đồng thiết kế Tượng đài quân cách mạng Silesia ở Katowice vào năm 1967 và Dinh Tổng thống ở Damascus.

## Danh mục tiêu biểu
- Z workiem szermierczym po świecie (1962)
- Podróże z szablą (1965)
- Szablą i piórkiem (1982)
- Architektura dla potrzeb czynnej rekreacji w aglomeracjach miejskich (1968)
- Cięcia prawdziwą szablą (1989)